# Peter Gschnitzer
Peter Gschnitzer (ur. 10 lipca 1953 w Sterzing) – włoski saneczkarz, medalista igrzysk olimpijskich, mistrzostw świata i Europy oraz dwukrotny zwycięzca Pucharu Świata.

## Kariera
Pierwszy sukces w karierze osiągnął w styczniu 1977 roku, kiedy w parze z Karlem Brunnerem zdobył srebrny medal w dwójkach podczas mistrzostw świata w Innsbrucku. Włosi ulegli tam tylko parze Hans Rinn/Norbert Hahn z NRD. Na rozgrywanych dwa lata później mistrzostwach Europy w Oberhofie zajęli trzecie miejsce, a podczas igrzysk olimpijskich w Lake Placid w 1980 roku wywalczyli srebro. Gschnitzer brał również udział w igrzyskach olimpijskich w Innsbrucku w 1976 roku, gdzie rywalizację w jedynkach ukończył na 37. pozycji. Ponadto w sezonach 1977/1978 i 1978/1979 zdobywał Kryształową Kulę za zwycięstwo w klasyfikacji generalnej Pucharu Świata w dwójkach, a w sezonie 1979/1980 był trzeci.

## Osiągnięcia

### Igrzyska olimpijskie
| Rok  | Miejsce     | Jedynki | Dwójki |
| ---- | ----------- | ------- | ------ |
| 1976 | Innsbruck   | 37.     |        |
| 1980 | Lake Placid |         | 2.     |

### Puchar Świata

#### Miejsca w klasyfikacji generalnej (dwójki)
| Sezon     | Miejsce |
| --------- | ------- |
| 1977/1978 | 1.      |
| 1978/1979 | 1.      |
| 1979/1980 | 3.      |